# Nāḩiyat al Ḩājib
Nāḩiyat al Ḩājib (arabiska: ناحية الحاجب) är ett subdistrikt i Syrien.   Det ligger i provinsen Aleppo, i den centrala delen av landet, 280 km norr om huvudstaden Damaskus.
Omgivningarna runt Nāḩiyat al Ḩājib är i huvudsak ett öppet busklandskap. Runt Nāḩiyat al Ḩājib är det ganska tätbefolkat, med 86 invånare per kvadratkilometer.